# Arthur Neisser

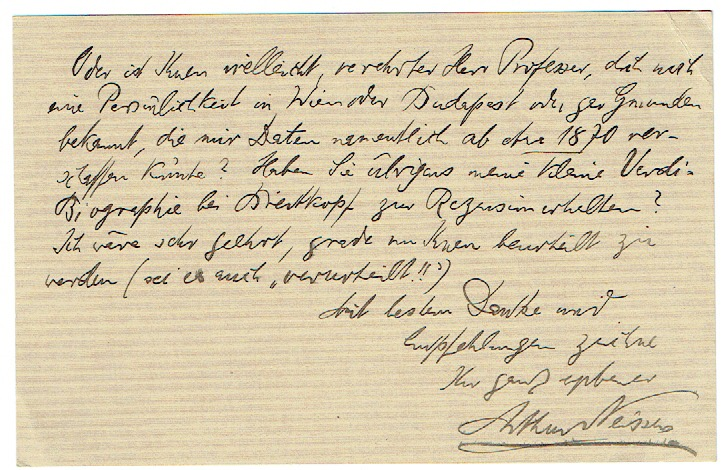
Schluss eines Briefes an Theodor Helm, 1915

Arthur Neisser (* 6. April 1875 in Oranienburg; † 1943 oder 1944 im KZ Auschwitz) war ein deutscher Musikkritiker, Kunsthistoriker und der Verfasser einer der ersten Biographien Gustav Mahlers.

## Leben
Arthur Aaron Neisser war ein Sohn von Albert Neisser, der mit dem gleichnamigen Mediziner verwandt war.  Er studierte in Berlin Kunstgeschichte.
Außer der Mahler-Biographie schrieb er auch Bücher über Verdi (1914), Puccini (1928) und die Geschichte der Oper (1902). Unter anderem arbeitete er für die Neue Zeitschrift für Musik und für Bühne und Welt, für die er z. B. 1907 über die Schauspielerin Sarah Bernhardt schrieb.
Neisser, der mit einer Frau namens Helene Burger verheiratet war, verließ 1933 Deutschland, wo er zuletzt in Berlin gelebt hatte. Er zog zunächst nach Paris. In den 1940er Jahren hielt sich Neisser in Italien auf; 1943 lebte er in Mailand. Er wurde nach Auschwitz deportiert, wo er wohl bald darauf umkam.